# جون فيليب وايت
جون فيليب وايت (بالإنجليزية: John Phillip White)‏ هو نقابي أمريكي، ولد في 28 فبراير 1870 في إلينوي في الولايات المتحدة، وتوفي في 21 سبتمبر 1934 في آيوا في الولايات المتحدة.